# 圣玛尔定堂 (佛罗伦萨)
圣玛尔定堂（Oratorio dei Buonomini di San Martino）是意大利佛罗伦萨的一个罗马天主教教堂，位于同名的小广场。

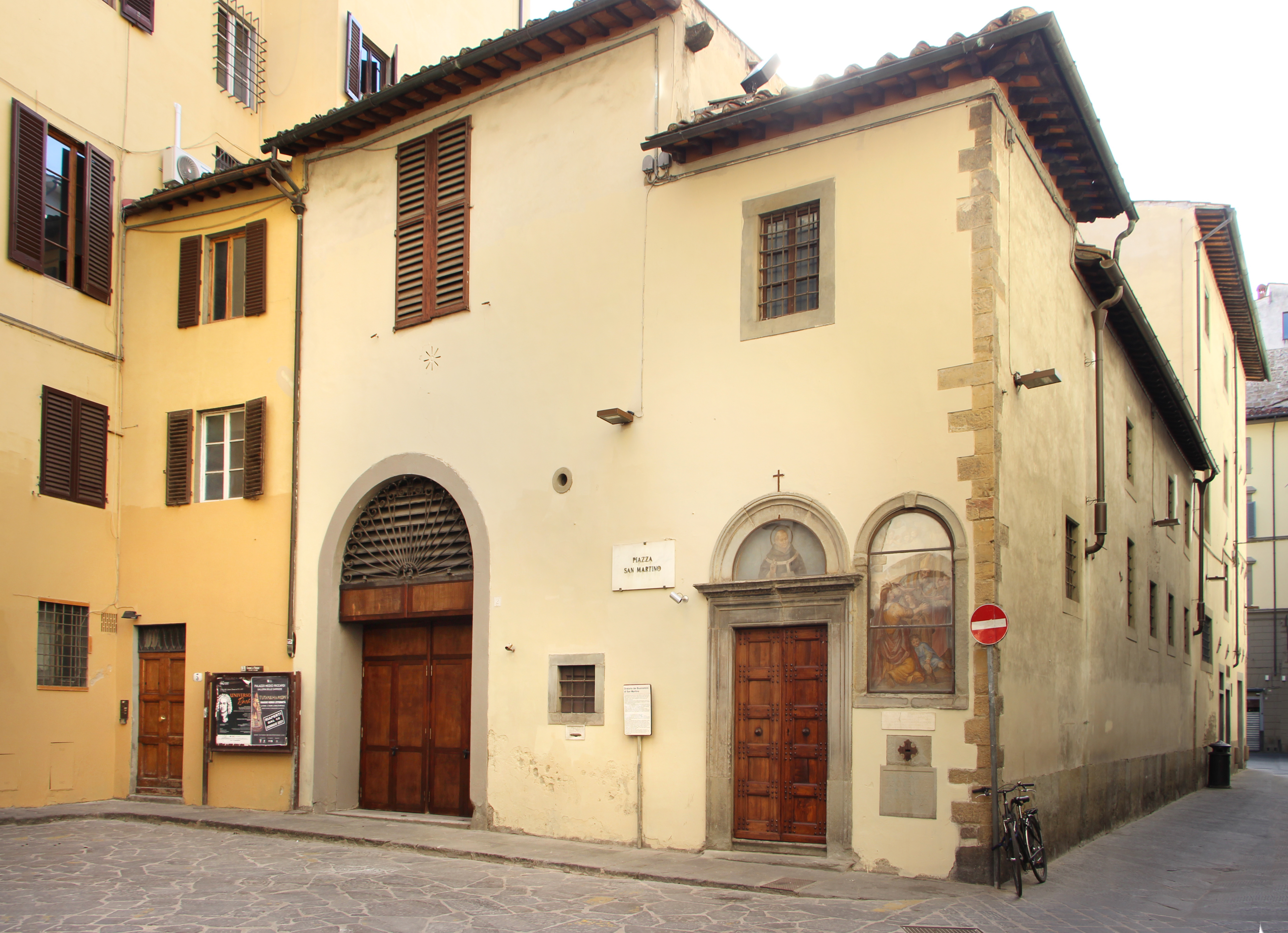

## 历史
这座教堂是由Fiesole主教的侄子建于十世纪。1442年成为由多明我会修士佛罗伦萨的安多尼创建的Compagnia dei Buonomini所在地，得到了美第奇的慷慨资助。善会旨在造福穷人，正如立面上的灰色的石头牌匾所说。

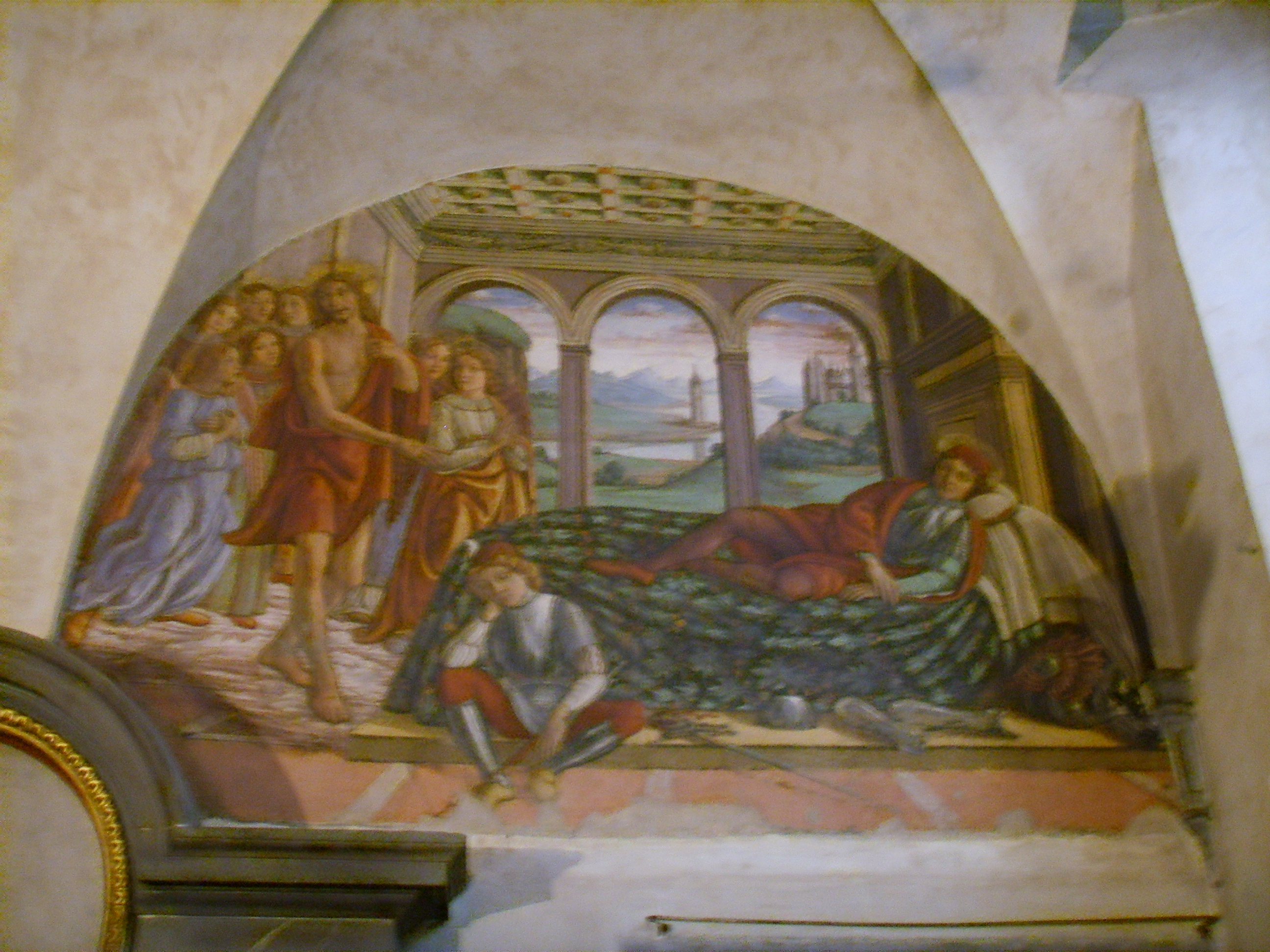

今天该堂仍然活跃，而他们的慈善活动仍然保密。每个周五下午，十二个Buonomini在会议室开会，讨论善会事务。2011年4月修复了内部的壁画。